# Muggio, Ticino
Muggio  är en ort i kommunen Breggia i kantonen Ticino, Schweiz. 
Muggio var tidigare en självständig kommun, men 25 oktober 2009 blev Muggio en del av nybildade kommunen Breggia. I kommunen ingick även byarna Scudellate (22 invånare) och Roncapiano.